# Amoebiasis
Amoebiasis (klemtoon op de eerste i), vroeger ook wel Entamoebiasis genoemd, is de medische verzamelnaam voor alle aandoeningen die worden veroorzaakt door de amoeboïde parasiet Entamoeba histolytica.

## Verspreiding
De ziekte komt wereldwijd voor, maar is in Nederland zeldzaam. Ze komt vooral voor in tropische en subtropische gebieden, met name in gebieden met gebrekkige sanitaire voorzieningen. Besmetting kan optreden via verontreinigd water of voedsel of via feco-orale besmetting. Amoebedysenterie is een meestal alleen in de tropen voorkomende vorm van ernstige diarree. In de lever kan weleens een amoebeabces optreden.
Entamoeba histolytica passeert de dikke darm en dringt de leverpoortader binnen, waarna de lever wordt geïnfecteerd. De diagnose is radiologisch en met serologische tests. Het draineren van een amoebenabces is zelden nodig, omdat de meeste patiënten na één week gunstig en snel reageren op metronidazol. Klinisch is het erg moeilijk om een amoeben leverabces te onderscheiden van een etterig leverabces. Ze bestaan doorgaans uit een enkel abces dat roodbruin vloeibaar materiaal bevat, klassiek omschreven als 'ansjovispasta', en overheersen in de rechter lever. Onder de microscoop is een bacteriologisch steriel necrotisch centraal gebied te zien met weinig of geen cellen, een middengebied met vernietigd parenchym en een extern gebied of kapsel van het abces waarin relatief normale levercellen te zien zijn en waar meestal parasieten zichtbaar zijn. Het belangrijkste symptoom is koorts, bijna altijd gepaard gaand met pijn in het levergebied. De tweede meest voorkomende complicatie is het scheuren van het abces, waardoor de infectie zich verspreidt naar het buikvlies (buikvliesontsteking), het hartzakje en de buikholte.
Bij twee derde van de patiënten kan een volledige genezing van een leverabces binnen zes maanden worden verwacht, maar bij 10% kunnen de veranderingen tot een jaar lang aanhouden.

## Levenscyclus

Levenscyclus van Entamoeba histolytica

## Symptomen
De parasiet kan dus klachten geven van het maag-darmkanaal (dysenterie) en de lever (amoebeabces). Meestal verloopt een infectie echter symptoomloos.
- Maag-darmkanaal: buikkramp en bloederige diarree. Soms is er ook koorts. Driekwart van de patiënten heeft ook last van koude rillingen en zweten.
- Lever: hoge koorts, pijn in de rechterbovenbuik. Meestal is er geen geelzucht.